# 格尼氏魮
格尼氏魮（学名：Barbus gurneyi）為輻鰭魚綱鯉形目鯉科的其中一個種。分布於非洲南非納塔爾，體長可達10公分，棲息在海拔300至1000公尺的清澈溪流，屬肉食性，以昆蟲等為食，可做為觀賞魚。

## 扩展阅读
維基物種上的相關：格尼氏魮